# خانه جولا زاده
خانه جولا زاده مربوط به اواخر دوره قاجار است و در شوشتر، خیابان امام، بالا دست باغ خان واقع شده و این اثر در تاریخ ۱۷ اسفند ۱۳۸۱ با شمارهٔ ثبت ۷۵۶۹ به‌عنوان یکی از آثار ملی ایران به ثبت رسیده است.